# Higher (클린 밴딧의 노래)
"Higher"는 영국 전자 음악 그룹 클린 밴딧의 노래이다. 이안 디올이 보컬을 담당하였고 2021년 1월 29일 애틀랜틱 레코드와 워너 뮤직 그룹에서 싱글로 발매되었다. 작곡은  댄 스미스, Jack Patterson 및 Mark Ralph가 하였다.

## 뮤직 비디오
2021년 1월 29일 YouTube에 'Higher'가 최초로 출시 하였다.

## 인원
Tidal에서 적용한 크레딧.
- Grace Chatto – 프로듀서, 스틸 드럼
- Jack Patterson – 프로듀서, 작곡가, 키보드, 프로그래머
- Mark Ralph – 프로듀서, 추가 키보드, 믹서, 퍼커션, 프로그래머
- Dan Smith – 작곡가, 추가 보컬
- Michael Olomo – 작곡가
- Mike Hough – 추가 보컬
- Yasmin Green – 추가 보컬
- Gemma Chester – 보조 엔지니어
- Luke Patterson – 드럼
- Josh Green – 엔지니어
- Iann Dior – 추천 아티스트
- Stuart Hawkes – 마스터 러
- Ryan Cantu – 녹음 엔지니어

## 출시 내역
| 부위     | 데이트          | 체재                       | 상표                  | Ref.        |
| -------- | --------------- | -------------------------- | --------------------- | ----------- |
| 영국     | 2021년 1월 29일 | Digital download streaming | Atlantic Warner Music | [ 1 ] [ 2 ] |
| 이탈리아 | 2021년 2월 5일  | 현대 히트 라디오           | 워너                  | [ 7 ]       |